# Đông Canada
Đông Canada (cũng là các tỉnh phía Đông) thường được coi là khu vực của phía đông Canada Manitoba.

## Tỉnh
- New Brunswick
- Newfoundland và Labrador
- Nova Scotia
- Ontario
- Đảo Prince Edward
- Québec

Ontario và Québec tạo thành Trung Canada, trong khi các tỉnh khác tạo thành Canada Đại Tây Dương (hay còn gọi là các tỉnh Đại Tây Dương). Riêng 3 tỉnh New Brunswick, Nova Scotia và Đảo Prince Edward còn được gọi là các tỉnh hàng hải.

## Thủ đô và vốn tỉnh
Ottawa, thủ đô của Canada, nằm ở phía Ontario tại biên giới ngã ba của Ontario và Québec. Nó tạo thành Lãnh thổ thủ đô Canada với Gatineau, Québec.
- Newfoundland và Labrador - St. Johns
- Nova Scotia - Halifax, Nova Scotia
- Đảo Hoàng tử Edward - Charlottetown
- New Brunswick - Fredericton
- Québec - thành phố Québec
- Ontario - Toronto

## Định nghĩa
Báo chí Canada xác Định nghĩa Đông Canada và AS của mọi thứ bao gồm Đông Thunder Bay, Ontario. 

## Dân số
Có hơn 22,5 triệu người ở miền đông Canada, chiếm 70% tổng dân số Canada, trong khi phần lớn dân số tập trung ở Ontario và Quebec.

### Dân số của các thành phố lớn (2011)
- Toronto - 6.254.191
- Montréal - 3,824.221
- Ottawa, Gatineau - 1.451.415
- Thành phố Québec -765,706
- Hamilton - 721,053
- Kitchener - 477.160
- London - 474,786
- Niagara - 431.346
- Halifax - 404.807
- Windsor - 319,246
- St. John's, Newfoundland và Labrador - 200.966

### Dân số tỉnh (2011)
- Ontario - 13,551,821
- Québec - 7,903,001
- Nova Scotia - 921,727
- New Brunswick - 751.171
- Newfoundland và Labrador - 514,536
- Đảo Prince Edward - 140.204

## Ghế Quốc hội
Đông Canada được đại diện bởi 213 Thành viên của Quốc hội (trong đó 106 ở Ontario, 75 ở Québec và 32 ở các tỉnh Đại Tây Dương) và 78 thượng nghị sĩ.